# All India Radio
All India Radio (também conhecida como Aakashvani – आकाशवाणी –, literalmente "Voz do Céu" em hindi) é a emissora de rádio pública nacional da Índia e é uma divisão da Prasar Bharati. Foi estabelecida em 1936. É o serviço irmão da Doordarshan da Prasar Bharati, uma emissora de televisão indiana. Sua sede está localizada no Akashwani Bhavan, em Nova Delhi. O Akashwani Bhavan hospeda a seção de dramas, a seção de FM, o serviço nacional e também é a casa da estação de televisão indiana Doordarshan Kendra (Deli)
All India Radio é a maior rede de rádio do mundo e uma das maiores organizações de radiodifusão do mundo em termos de número de idiomas transmitidos e o espectro de diversidade socioeconômica e cultural que atende. O serviço da AIR compreende 420 estações localizadas em todo o país, atingindo cerca de 92% da área do país e 99,19% da população total. O AIR origina a programação em 23 idiomas e 179 dialetos.